# Saints Row 2
Saints Row 2 — игра студии Volition, Inc. и THQ в жанре экшен с элементами гонок и аркады, выпущенная в 2008 году, продолжение игры Saints Row 2006 года. В игре разнообразный саундтрек, включающий в себя песни Paramore, Young Jeezy и многих других.

## Игровой процесс
В отличие от игр серии GTA, главный герой — это не определённый человек, а свободно настраиваемый, то есть по ходу игры можете изменить пол, привлекательность, расу, телосложение, внешность героя в специальной пластической хирургии. Есть возможность купить тот или иной магазин, который будет приносить прибыль (забрать её можно будет в жилище). Также в игре присутствуют различные хулиганства, подработки и трюки, за которые даётся авторитет, необходимый для выполнения миссий. Подработки тоже весьма интересные и зачастую
смешные. Также в игре присутствует кооперативное прохождение кампании (до 2-х игроков) и многопользовательский режим.

### Подработки
Задания на подработки даются в определённых местах — это значки голубого цвета на карте города. За каждый пройденный уровень персонаж получает деньги и авторитет, чем дальше — тем выше суммы. Можно проходить второй раз, но наградой будут только деньги. Подработки упорядочены по сложности выполнения — от простого к сложному.

### Транспортные подработки
Машину можно поймать на улице или же вызвать по телефону. Транспортные подработки проходятся за раз с первого по последний (десятый) этап, прервавшись, можно начать только с первого уровня. Для старта подработки нужно сесть в машину и, когда появится соответствующая надпись, ещё раз нажать клавишу действия.

### Хулиганство
Найти места для хулиганства на карте нельзя (кроме уличных гонок), ибо их можно начать чуть ли не в любом месте города. Одни приносят только авторитет, другие — деньги. Многие выполняются прямо во время игры, так что их описывать не имеет смысла — езда по встречной полосе, стрельба по бандитам из машины, уход от столкновений, перевороты на автомобилях и многое-многое другое.

## Сюжет
Действие происходит в вымышленном городе Стилуотер. Главный герой бежит из тюрьмы и вытаскивает из зала суда своего напарника Джонни Гэта, с которым они едут в город и принимают решение восстановить свою банду «Святые с 3-й улицы». Они захватывают в трущобах убежище для своей банды. Затем главный герой находит для банды трёх основных гангстеров Пирс, Шаунди и Карлос, каждого из которых отправляет на «разведку» в остальные банды, а сам отправляется в шахты Стилуотера, чтобы сделать их территорией Святых, путём запугивания заселивших подземелье бездомных. Дальше игроку предстоит выбор с какой группировкой начинать войну (Ронины, Дети Самеди или Братство), и сюжет будет развиваться соответственно.

## Отзывы
| Сводный рейтинг | Сводный рейтинг | Сводный рейтинг | Сводный рейтинг |
| Издание         | Оценка          | Оценка          | Оценка          |
| Издание         | PC              | PS3             | Xbox 360        |
| --------------- | --------------- | --------------- | --------------- |
| GameRankings    | 70,68 %         | 83,37 %         | 82,99 %         |